# Lista zabytków w Mdinie
To jest lista zabytków w Mdinie na Malcie, które są umieszczone na liście National Inventory of the Cultural Property of the Maltese Islands.

## Lista
| Nazwa zabytku                                                                     | Lokalizacja                                         | Współrzędne                                                                                  | Nr na liście NICPMI | Zdjęcie |
| --------------------------------------------------------------------------------- | --------------------------------------------------- | -------------------------------------------------------------------------------------------- | ------------------- | ------- |
| Palazzo Vilhena                                                                   | Pjazza San Publju                                   | 35°53′05,5″N 14°24′14,1″E/35,884850 14,403907                                                | 01184               |         |
| Corte Capitanale                                                                  | Triq Inguanez                                       | 35°53′05,7″N 14°24′15,0″E/35,884924 14,404164                                                | 01185               |         |
| Maltacom Building                                                                 | Triq Inguanez / Pjazza San Publju                   | 35°53′05,9″N 14°24′13,6″E/35,884975 14,403777                                                | 01186               |         |
| Palazzo Testaferrata                                                              | 29 Triq Villegaignon                                | 35°53′08,9″N 14°24′12,6″E/35,885792 14,403509                                                | 01187               |         |
| Banca Giuratale                                                                   | Triq Villegaignon                                   | 35°53′09,8″N 14°24′12,3″E/35,886068 14,403429                                                | 01188               |         |
| Casa Del Magistrato                                                               | Misraħ San Pawl                                     | 35°53′10,2″N 14°24′12,8″E/35,886153 14,403547                                                | 01189               |         |
| Palazzo Santa Sofia                                                               | Triq Villegaignon                                   | 35°53′11,4″N 14°24′10,9″E/35,886498 14,403032                                                | 01190               |         |
| Palazzo Costanzo                                                                  | 6 Triq Villegaignon / Triq is-Salvatur              | 35°53′12,6″N 14°24′11,3″E/35,886826 14,403129                                                | 01191               |         |
| Casa Mdina                                                                        | 20 Triq Villegaignon / Misraħ Ta’ St. Agata         | 35°53′13,6″N 14°24′10,5″E/35,887119 14,402922                                                | 01192               |         |
| Palazzo Falson                                                                    | Triq Villegaignon / Triq is-Salvatur                | 35°53′13,2″N 14°24′11,1″E/35,887006 14,403086                                                | 01193               |         |
| Palazzo Ferriol                                                                   | Triq San Nikola                                     | 35°53′09,3″N 14°24′07,0″E/35,885923 14,401950                                                | 01194               |         |
| Herald’s Loggia                                                                   | Misraħ il-Kunsill                                   | 35°53′06,2″N 14°24′15,5″E/35,885067 14,404300                                                | 01196               |         |
| Xara Palace Hotel                                                                 | Triq San Pawl                                       | 35°53′07,2″N 14°24′15,1″E/35,885323 14,404185                                                | 01198               |         |
| Howard Gardens                                                                    | Triq tal-Mużew                                      | 35°53′02,8″N 14°24′08,1″E/35,884115 14,402262                                                | 01199               |         |
| Mdina                                                                             | Mdina                                               | 35°53′09,9″N 14°24′11,0″E/35,886077 14,403066                                                | 1444                |         |
| Bastion De Redina                                                                 | centrum fortyfikacji południowych (frontowych)      | 35°53′09,9″N 14°24′11,0″E/35,886077 14,403066                                                | 1445                |         |
| Bastion D’Homedesa                                                                | płd.-wsch. narożnik fortyfikacji                    | 35°53′03,6″N 14°24′15,2″E/35,884321 14,404236                                                | 1446                |         |
| Bastion św. Piotra                                                                | płd.-zach. narożnik fortyfikacji                    | 35°53′08,8″N 14°24′04,2″E/35,885773 14,401154                                                | 1447                |         |
| Bastion Despuiga                                                                  | płn.-wsch. część fortyfikacji                       | 35°53′11,9″N 14°24′16,8″E/35,886640 14,404678                                                | 1448                |         |
| Bastionetka bastionu D’Homedesa                                                   | płd.-wsch. narożnik fortyfikacji                    | 35°53′02,9″N 14°24′16,0″E/35,884141 14,404447                                                | 1449                |         |
| Bastion Najświętszej Maryi Panny                                                  | płn.-zach. część fortyfikacji                       | 35°53′15,1″N 14°24′08,3″E/35,887520 14,402297                                                | 1450                |         |
| Odcinek murów obronnych od bastionu Najświętszej Maryi Panny do bastionu Despuiga | płn część fortyfikacji                              | 35°53′14,5″N 14°24′12,6″E/35,887351 14,403488                                                | 1451                |         |
| Odcinek murów obronnych od bastionu D’Homedesa do bastionu Despuiga               | wsch. część fortyfikacji                            | 35°53′07,9″N 14°24′15,6″E/35,885534 14,404333                                                | 1452                |         |
| Kurtyna magazynowa                                                                | Triq L-Imħazen                                      | 35°53′12,1″N 14°24′06,9″E/35,886707 14,401908                                                | 1453                |         |
| Covertway                                                                         | Il-Tomba                                            | 35°53′07,6″N 14°24′03,4″E/35,885431 14,400940                                                | 1454                |         |
| Elewacja glacis                                                                   | płd.-wsch. narożnik fortyfikacji                    | 35°53′02,6″N 14°24′16,9″E/35,884042 14,404698, 35°53′01,2″N 14°24′15,8″E/35,883665 14,404377 | 1455                |         |
| Sucha fosa                                                                        | Fosa                                                | 35°53′06,8″N 14°24′08,0″E/35,885221 14,402216                                                | 1456                |         |
| Torre dello Standardo                                                             | Pjazza San Publju                                   | 35°53′05,9″N 14°24′12,3″E/35,884965 14,403422                                                | 1457                |         |
| Średniowieczny przedni mur obronny                                                | Triq Inguanez                                       | 35°53′07,4″N 14°24′08,9″E/35,885378 14,402478                                                | 1458                |         |
| Brama Miejska                                                                     | Triq L-Imdina                                       | 35°53′05,1″N 14°24′12,4″E/35,884753 14,403458                                                | 1459                |         |
| Brama Greków                                                                      | Fosa                                                | 35°53′08,5″N 14°24′06,0″E/35,885698 14,401658                                                | 1460                |         |
| Trawers faussebraye                                                               | płd.-wsch. narożnik fortyfikacji                    | 35°53′04,4″N 14°24′16,4″E/35,884555 14,404549                                                | 1461                |         |
| Lewy przedni mur osłonowy (kurtyna)                                               | pomiędzy bastionem De Redina a bastionem św. Piotra | 35°53′07,6″N 14°24′07,7″E/35,885442 14,402140                                                | 1462                |         |
| Płaskorzeźba Święty Paweł                                                         | Il-Mina tal-Għarreqin (od strony Rabatu)            | 35°53′07,0″N 14°24′04,2″E/35,885281 14,401161                                                | 2190                |         |
| Płaskorzeźba Madonna z Dzieciątkiem                                               | Il-Mina tal-Għarreqin (wewnątrz)                    | 35°53′07,2″N 14°24′04,4″E/35,885337 14,401215                                                | 2191                |         |
| Obraz Święta Anna                                                                 | Bieb il-Griegi (wewnątrz)                           | 35°53′08,8″N 14°24′06,1″E/35,885774 14,401700                                                | 2192                |         |
| Obraz Święty Paweł                                                                | Bieb il-Griegi (od strony Mdiny)                    | 35°53′08,8″N 14°24′06,3″E/35,885786 14,401754                                                | 2193                |         |
| Kaplica Nawiedzenia                                                               | Triq Inguanez                                       | 35°53′07,4″N 14°24′09,9″E/35,885392 14,402748                                                | 2194                |         |
| Kaplica św. Agaty                                                                 | Pjazzetta Beata Adeodata Pisani                     | 35°53′06,8″N 14°24′12,4″E/35,885220 14,403448                                                | 2195                |         |
| Klasztor S.S.Benedyktynek                                                         | Triq Villegaignon                                   | 35°53′07,7″N 14°24′12,4″E/35,885483 14,403453                                                | 2196                |         |
| Katedra św. Pawła                                                                 | Pjazza San Pawl                                     | 35°53′11,1″N 14°24′15,1″E/35,886411 14,404193                                                | 2197                |         |
| Kaplica św. Rocha                                                                 | Triq Villegaignon / Triq Santu Rokku                | 35°53′11,8″N 14°24′11,4″E/35,886598 14,403176                                                | 2198                |         |
| Statua Matki Bożej z Góry Karmel                                                  | Triq Villegaigon / Triq San Pietru                  | 35°53′11,9″N 14°24′10,9″E/35,886641 14,403031                                                | 2199                |         |
| Kościół Zwiastowania (Karmelitów)                                                 | Triq Villegaignon / Triq San Pietru                 | 35°53′12,2″N 14°24′10,4″E/35,886711 14,402886                                                | 2200                |         |
| Kościół św. Piotra w Okowach                                                      | Triq San Pietru / Triq San Nikola                   | 35°53′11,9″N 14°24′08,1″E/35,886641 14,402253                                                | 2201                |         |
| Kościół św. Mikołaja                                                              | Triq San Nikola / Triq Mesquita                     | 35°53′09,6″N 14°24′07,6″E/35,886004 14,402100                                                | 2202                |         |
| Płaskorzeźba Św. Franciszek                                                       | Triq Mesquita / Triq Gatto Murina                   | 35°53′08,6″N 14°24′11,0″E/35,885731 14,403051                                                | 2203                |         |
| Statua św. Pawła                                                                  | Misraħ l-Arcisqof                                   | 35°53′09,8″N 14°24′14,4″E/35,886059 14,404009                                                | 2204                |         |
| Statua Chrystusa Zbawiciela                                                       | Triq is-Sur / Triq is-Salvatur                      | 35°53′13,9″N 14°24′12,7″E/35,887206 14,403540                                                | 2205                |         |
| Mozaika Św. Paweł                                                                 | Pjazza San Publju                                   | 35°53′05,9″N 14°24′13,0″E/35,884982 14,403611                                                | 2206                |         |
| Płaskorzeźba Św. Paweł, św. Agata i św. Publiusz                                  | Brama Miejska (od strony Mdiny)                     | 35°53′05,3″N 14°24′12,5″E/35,884808 14,403482                                                | 2207                |         |